# Псевдометричний простір
В математиці, псевдометричний простір є узагальненням метричного простору, у якому відстань між двома різними точками може бути рівною нулю.  Кожен напівнормований простір є псевдометричним простором, аналогічно як нормований простір є метричним. 

## Означення
Псевдометричним простором {\displaystyle (X,d)} називається множина {\displaystyle X} разом із невід'ємною дійснозначною функцією {\displaystyle d\colon X\times X\longrightarrow \mathbb {R} _{\geq 0}} (що називається псевдометрикою), такою що, для усіх точок {\displaystyle x,y,z\in X},
1. {\displaystyle d(x,x)=0}.
2. {\displaystyle d(x,y)=d(y,x)} (симетричність)
3. {\displaystyle d(x,z)\leqslant d(x,y)+d(y,z)} (нерівність трикутника)

На відміну від метричних просторів, можливі випадки коли {\displaystyle d(x,y)=0} для різних точок {\displaystyle x\neq y}.

## Приклади
- На будь-якій множині {\displaystyle X} можна ввести нульову псевдометрику, для якої {\displaystyle d(x,y)=0} для всіх {\displaystyle x,y\in X}. Ця псевдометрика породжує антидискретну топологію.
- Псевдометрики часто виникають у функціональному аналізі. Розглянемо простір {\displaystyle {\mathcal {F}}(X)} дійснозначних функцій {\displaystyle f\colon X\to \mathbb {R} } разом із виділеною точкою {\displaystyle x_{0}\in X}. Тоді на просторі функцій можна ввести псевдометрику

{\displaystyle d(f,g)=|f(x_{0})-g(x_{0})|}
для {\displaystyle f,g\in {\mathcal {F}}(X)}
- Для векторного простору {\displaystyle V}, напівнорма {\displaystyle p} породжує псевдометрику на {\displaystyle V}:

{\displaystyle d(x,y)=p(x-y).}
Навпаки, однорідна, інваріантна щодо перенесень псевдометрика породжує напівнорму.
- Псевдометрики відграють важливу роль у теорії комплексних многовидів.
- Кожен вимірний простір {\displaystyle (\Omega ,{\mathcal {A}},\mu )} є повним псевдометричним простором з псевдометрикою

{\displaystyle d(A,B):=\mu (A\vartriangle B)}
для всіх {\displaystyle A,B\in {\mathcal {A}}}, де {\displaystyle \vartriangle } позначає симетричну різницю множин.
- якщо {\displaystyle f:X_{1}\rightarrow X_{2}} є функцією і d2 — псевдометрика на X2, то {\displaystyle d_{1}(x,y):=d_{2}(f(x),f(y))} є псевдометрикою на X1. Якщо d2 є метрика і f є ін'єктивною, тоді d1 є метрикою.
- Якщо {\displaystyle d_{i};\;i\in \mathbb {N} }є псевдометриками на {\displaystyle X} то і довільна скінченна сума {\displaystyle d(x,y)=d_{1}(x,y)+d_{2}(x,y)+\dotsb +d_{n}(x,y)} і також  {\displaystyle d(x,y)=\sum \limits _{i=0}^{\infty }2^{-i}{\frac {d_{i}(x,y)}{1+d_{i}(x,y)}}}  будуть псевдометриками на {\displaystyle X}.

## Топологія
Псевдометричною топологією називається топологія, породжена відкритими кулями у псевдометриці:
{\displaystyle B_{r}(p)=\{x\in X\mid d(p,x)<r\},}
які утворюють базу топології. Топологічний простір називається псевдометризовним, якщо для нього існує псевдометрика, топологія якої збігається з заданою топологією простору.
Псевдометрика є метрикою, якщо і тільки якщо її топологія задовольняє аксіому T0.
Псевдометризовна топологія є цілком регулярною, але не обов'язково гаусдорфовою: одноточкові множини можуть бути незамкнутими. Кожна цілком регулярна топологія може бути задана сім'єю псевдометрик як структурне об'єднання породжених ними топологій. Аналогічно, сім'ї псевдометрик використовуються для означення, опису і дослідження рівномірних структур.
Псевдометричний простір є нормальним і задовольняє першій аксіомі зліченності. Друга аксіома зліченності виконується в тому і тільки в тому випадку, коли цей простір є сепарабельним.

## Метрична ідентифікація
Псевдометрика задає відношення еквівалентності, що називається метричною ідентифікацією і для якого фактор-множина є метричним простором.  У цьому відношенні {\displaystyle x\sim y} якщо {\displaystyle d(x,y)=0}. Нехай {\displaystyle X^{*}=X/{\sim }} — фактор-простір X для цього відношення еквівалентності. Введемо функцію
{\displaystyle {\begin{aligned}d^{*}:(X/\sim )&\times (X/\sim )\longrightarrow \mathbb {R} _{+}\\d^{*}([x],[y])&=d(x,y)\end{aligned}}}
Тоді {\displaystyle d^{*}} є метрикою на {\displaystyle X^{*}} і {\displaystyle (X^{*},d^{*})} є метричним простором, що називається метричним простором, породженим псевдометричним простором {\displaystyle (X,d)}.
Функція {\displaystyle d^{*}} є добре означеною, тобто не залежить від представників класу еквівалентності. Справді нехай {\displaystyle d(x_{1},x_{2})=0} і {\displaystyle d(y_{1},y_{2})=0}, тобто {\displaystyle [x_{1}]=[x_{2}]} і {\displaystyle [y_{1}]=[y_{2}]}. Тоді з нерівності трикутника і симетрії  {\displaystyle d(x_{1},y_{1})\leqslant d(x_{1},x_{2})+d(x_{2},y_{2})+d(y_{2},y_{1})=0+d(x_{2},y_{2})+0=d(x_{2},y_{2})}. Симетрично також {\displaystyle d(x_{2},y_{2})\leqslant d(x_{1},y_{1})} і тому {\displaystyle d(x_{1},y_{1})=d(x_{2},y_{2})}. Те, що {\displaystyle d^{*}} задовольняє аксіоми метрики одразу випливає з того, що {\displaystyle d} задовольняє аксіоми псевдометрики.
Множина {\displaystyle A\subset X} є відкритою у {\displaystyle (X,d)}, якщо і тільки якщо {\displaystyle \pi (A)=[A]} є відкритою у {\displaystyle (X^{*},d^{*})} і {\displaystyle \pi ^{-1}(\pi (A))=A}.